# 7e étape du Tour d'Italie 2008

La septième étape du Tour d'Italie 2008 s'est déroulée le 16 mai entre Vasto et Pescocostanzo.

## Profil
La septième étape du Tour d'Italie 2008 traverse les Abruzzes et est la première étape de montagne du Tour d'Italie 2008. Partant de Vasto, au bord de la mer Tyrrhénienne, le parcours franchit une première fois les mille mètres d'altitude à Castiglione Messer Marino (kilomètre 55). À partir du 114e kilomètre, le peloton doit franchir deux côtes référencées en 25 kilomètres à Valico del Macerone (3e catégorie) et Rionero Sannitico (1re catégorie). Après le sprint intermédiaire de Castel di Sangro, les coureurs abordent la dernière ascension vers Pietransieri (2e catégorie) qui les emmène à 1337 mètres d'altitude, à 14 kilomètres de l'arrivée. Après une descente de quelques kilomètres, le final vers Pescocostanzo présente un dénivelé de 150 mètres,.

## Récit
Le début d'étape est animé par plusieurs attaques. Au quatorzième kilomètre, Vasil Kiryienka (Tinkoff Credit Systems) parvient à s'échapper et à former un premier trio avec Gabriele Bosisio (LPR Brakes) and Filippo Savini (CSF Group Navigare), poursuivi par un groupe de 36 coureurs. Plusieurs d'entre eux parviennent à rejoindre la tête de la course formant un groupe de tête composé de Kiryienka, Bosisio, Emanuele Sella, Joan Horrach, Fortunato Baliani, Simon Špilak et Félix Cárdenas.
Au premier Grand prix de la montagne à Valico di Macerone, Sella renforce son maillot vert. Špilak et Horrach sont lâchés. Les poursuivants sont à 3 minutes, le groupe du maillot rose à 5 minutes.
Le Grand prix de la montagne de Rionero Sannitico est également franchi en tête par Sella. Juan Manuel Gárate (Quick Step), Jurgen Van den Broeck (Silence-Lotto), Kanstantsin Siutsou (High Road) et Sylwester Szmyd (Lampre) suivent le groupe à 1 min 55 s, le peloton à 6 min 20 s.
Les quatre poursuivants sont rejoints par Joan Horrach, Alexander Efimkin (Quick Step) et Mauricio Ardila (Rabobank), mais perdent du terrain : ils ont près de trois minutes de retard sur les échappés à quarante kilomètres de l'arrivée, quatre minutes au pied de la côte de Pietransieri.
Cette côte, la plus longue de l'étape, voit l'équipe LPR Brakes de Danilo Di Luca prendre le contrôle du groupe des favoris pour distancer Giovanni Visconti. Leonardo Piepoli (Saunier Duval-Scott) est le premier à attaquer dans ce groupe. Il est bientôt rejoint par son coéquipier Riccardo Riccò, dans la roue de Danilo Di Luca, suivis ensuite de Alberto Contador (Astana) et Joaquim Rodríguez (Caisse d'Épargne). Rodriguez est lâché après quelques minutes, de sorte qu'un groupe de quatre coureurs franchit le sommet avec 2 minutes et 38 secondes de retard sur les quatre hommes de tête, menés par Sella. Baliani est intercalé entre les deux quatuors.
À neuf kilomètres de l'arrivée, Cardenas est lâché. Sella perd du terrain en raison d'une crevaison. Bosisio s'échappe et distance Kyrienka à trois kilomètres du but. Il n'est pas rejoint et franchit le premier la ligne à Pescocostanzo. Kyrienka, Cardenas et Sella arrivent tour à tour, suivi de Di Luca et Ricco qui prennent trois secondes d'avance sur Contador dans les derniers hectomètres.
Un groupe de 18 coureurs, parmi lesquels Andreas Klöden, Denis Menchov, Paolo Savoldelli, Levi Leipheimer, Gilberto Simoni, arrive 2 minutes et 55 secondes après Bosisio. Arrivé 29e à 3 min 52 s, Giovanni Visconti parvient à conserver le maillot rose et gagne neuf secondes sur Matthias Russ, son dauphin. Le vainqueur du jour monte à la troisième place, suivi du tenant du titre Di Luca,.

## Classement de l'étape
| \| 1. \| Gabriele Bosisio \| LPR Brakes \| en \| 4 h 45 min 05 s \| \| 2. \| Vasil Kiryienka \| Tinkoff Credit Systems \| + \| 46 s \| \| 3. \| Emanuele Sella \| CSF Group Navigare \| \| 1 min 02 s \| \| 4. \| Félix Cárdenas \| Barloworld \| \| 1 min 33 s \| \| 5. \| Danilo Di Luca \| LPR Brakes \| \| 2 min 04 s \| \| 6. \| Riccardo Riccò \| Saunier Duval-Prodir \| \| m.t. \| \| 7. \| Leonardo Piepoli \| Saunier Duval-Prodir \| \| 2 min 07 s \| \| 8. \| Alberto Contador \| Astana \| \| 2 min 10 s \| \| 9. \| Davide Rebellin \| Gerolsteiner \| \| 2 min 55 s \| \| 10. \| Franco Pellizotti \| Liquigas \| \| m.t. \| |                   |                        |    |                 |
| 1. | Gabriele Bosisio  | LPR Brakes             | en | 4 h 45 min 05 s |
| 2. | Vasil Kiryienka   | Tinkoff Credit Systems | +  | 46 s            |
| 3. | Emanuele Sella    | CSF Group Navigare     |    | 1 min 02 s      |
| 4. | Félix Cárdenas    | Barloworld             |    | 1 min 33 s      |
| 5. | Danilo Di Luca    | LPR Brakes             |    | 2 min 04 s      |
| 6. | Riccardo Riccò    | Saunier Duval-Prodir   |    | m.t.            |
| 7. | Leonardo Piepoli  | Saunier Duval-Prodir   |    | 2 min 07 s      |
| 8. | Alberto Contador  | Astana                 |    | 2 min 10 s      |
| 9. | Davide Rebellin   | Gerolsteiner           |    | 2 min 55 s      |
| 10. | Franco Pellizotti | Liquigas               |    | m.t.            |

## Classement général
| \| 1. \| Giovanni Visconti \| Quick Step \| en \| 32 h 03 min 01 s \| \| 2. \| Matthias Russ \| Gerolsteiner \| + \| 9 s \| \| 3. \| Gabriele Bosisio \| LPR Brakes \| \| 5 min 43 s \| \| 4. \| Danilo Di Luca \| LPR Brakes \| \| 7 min 27 s \| \| 5. \| Emanuele Sella \| CSF Group Navigare \| \| 7 min 36 s \| \| 6. \| Félix Cárdenas \| Barloworld \| \| 7 min 46 s \| \| 7. \| Riccardo Riccò \| Saunier Duval-Prodir \| \| 7 min 53 s \| \| 8. \| Daniele Nardello \| Serramenti PVC Diquigiovanni \| \| m.t. \| \| 9. \| Alberto Contador \| Astana \| \| 7 min 56 s \| \| 10. \| Franco Pellizotti \| Liquigas \| \| 8 min 11 s \| |                   |                              |    |                  |
| 1. | Giovanni Visconti | Quick Step                   | en | 32 h 03 min 01 s |
| 2. | Matthias Russ     | Gerolsteiner                 | +  | 9 s              |
| 3. | Gabriele Bosisio  | LPR Brakes                   |    | 5 min 43 s       |
| 4. | Danilo Di Luca    | LPR Brakes                   |    | 7 min 27 s       |
| 5. | Emanuele Sella    | CSF Group Navigare           |    | 7 min 36 s       |
| 6. | Félix Cárdenas    | Barloworld                   |    | 7 min 46 s       |
| 7. | Riccardo Riccò    | Saunier Duval-Prodir         |    | 7 min 53 s       |
| 8. | Daniele Nardello  | Serramenti PVC Diquigiovanni |    | m.t.             |
| 9. | Alberto Contador  | Astana                       |    | 7 min 56 s       |
| 10. | Franco Pellizotti | Liquigas                     |    | 8 min 11 s       |

## Classements annexes
| Classement             | Coureur            | Total            |
| ---------------------- | ------------------ | ---------------- |
| Points                 | Daniele Bennati    | 50 pts           |
| Montagne               | Emanuele Sella     | 36 pts           |
| Sprints Intermédiaires | Jérémy Roy         | 11 pts           |
| Équipe                 | CSF Group Navigare | 95 h 28 min 54 s |
| Équipe par points      | Gerolsteiner       | 120 pts          |
| Jeune                  | Giovanni Visconti  | 32 h 03 min 01 s |
| Échappée               | Pavel Brutt        | 319 km           |
| Combativité            | Emanuele Sella     | 21 pts           |